# Dirk van Foreest (1527-1596)

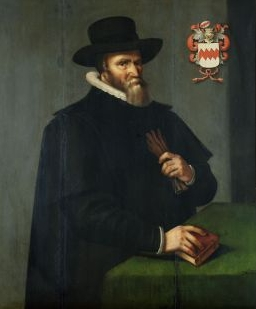
Dirk van Foreest

Dirk van Foreest (Alkmaar, 1527 – aldaar, 16 augustus 1596) was onder meer schepen, thesaurier, notaris en vroedschap van Alkmaar.

## Biografie
Dirk van Foreest werd geboren als zoon van Jorden van Foreest en Margriet, dochter van Nanning Beyers. In 1554 trouwde Dirk van Foreest met Maria Jacobsdr de Groot, die op 1 januari 1557 stierf. Omstreeks 1560 hertrouwde hij met Catharina Adamsdr van Deimen (overleden 1602). Hij kreeg vier kinderen: twee zoons en twee dochters. Beide zoons traden in zijn voetsporen als regenten, de oudste zoon Jacob, uit zijn eerste huwelijk, als regionaal bestuurder te Hoorn, en de jongste zoon Adam, uit zijn tweede huwelijk, als burgemeester te Alkmaar.
Samen met zijn broers Jan en Nanning speelde Dirk van Foreest een vooraanstaande rol in de Nederlandse Opstand. In het jaar van de eerste beeldenstorm, 1566, dienden deze gebroeders Van Foreest, tezamen met tien andere vooraanstaande Alkmaarders, een rekest in bij de magistraat Hendrik van Brederode met het verzoek om de Minderbroederskerk in Alkmaar te bestemmen voor het gereformeerd protestantisme. Kort daarna zocht hij, net als zijn broers, zijn toevlucht in Oost-Friesland en steunde de oprichting van de Nederduits Gereformeerde Kerk te Emden.
Na de Geuzenopstand, eind september 1572, keerde Dirk van Foreest terug naar Alkmaar. In 1580 werd hij benoemd als thesaurier van Alkmaar. Tevens was hij rentmeester der geconfisqueerde geestelijke goederen. Hij verwierf in die functie bekendheid toen hij weigerde in opdracht van prins Willem van Oranje deze goederen aan de vroegere eigenaars terug te geven, overeenkomstig de op 8 november 1576 gesloten bevrediging van Gent, behoudens ontvangen machtiging van de Staten-Generaal. Als notaris van Alkmaar passeerde Dirk van Foreest vele acten.